# Campezo
Campezo (baskisch Kanpezu; offiziell Campezo/Kanpezu) ist eine 1.085 Einwohner (Stand: 2024) zählende nordspanische Gemeinde in der Provinz Álava im Baskenland. Zur Gemeinde gehören neben dem Hauptort Santa Cruz de Campezo/Santikurutze Kanpezu die Ortschaften Antoñana, Bujanda, Orbiso und Oteo.

## Lage und Klima
Campezo liegt im von bewaldeten Bergen Tal des Río Ega, in den hier der Berron Ibaia mündet, in einer Höhe von ca. 580 m. Die Provinzhauptstadt Vitoria-Gasteiz liegt etwa 25 km (Fahrtstrecke) nordwestlich. Das Klima ist gemäßigt bis warm.

## Bevölkerungsentwicklung
| Jahr      | 1970 | 1981 | 1991 | 2001 | 2011 | 2021 |
| Einwohner | 1431 | 1271 | 1143 | 1084 | 1123 | 1081 |

## Sehenswürdigkeiten
Antoñana
- Vinzenzkirche (Iglesisa de San Vicente Mártir)
- Kapelle Unserer Lieben Frau (Ermita de Nuestra Señora del Campo)
- Ortsbefestigung

Bujanda
- Kirche von Bujanda

Orbiso
- Andreaskirche

Oteo
- Kirche San Mames
- Kapelle Santa Maria de San Juan

Santa Cruz de Campezo/Santikurutze Kanpezu
- Kirche Mariä Himmelfahrt (Iglesia de la Asunción de Nuestra Señora)
- Kapelle Unserer Lieben Frau von Ibernalo
- Rathaus
- Platz

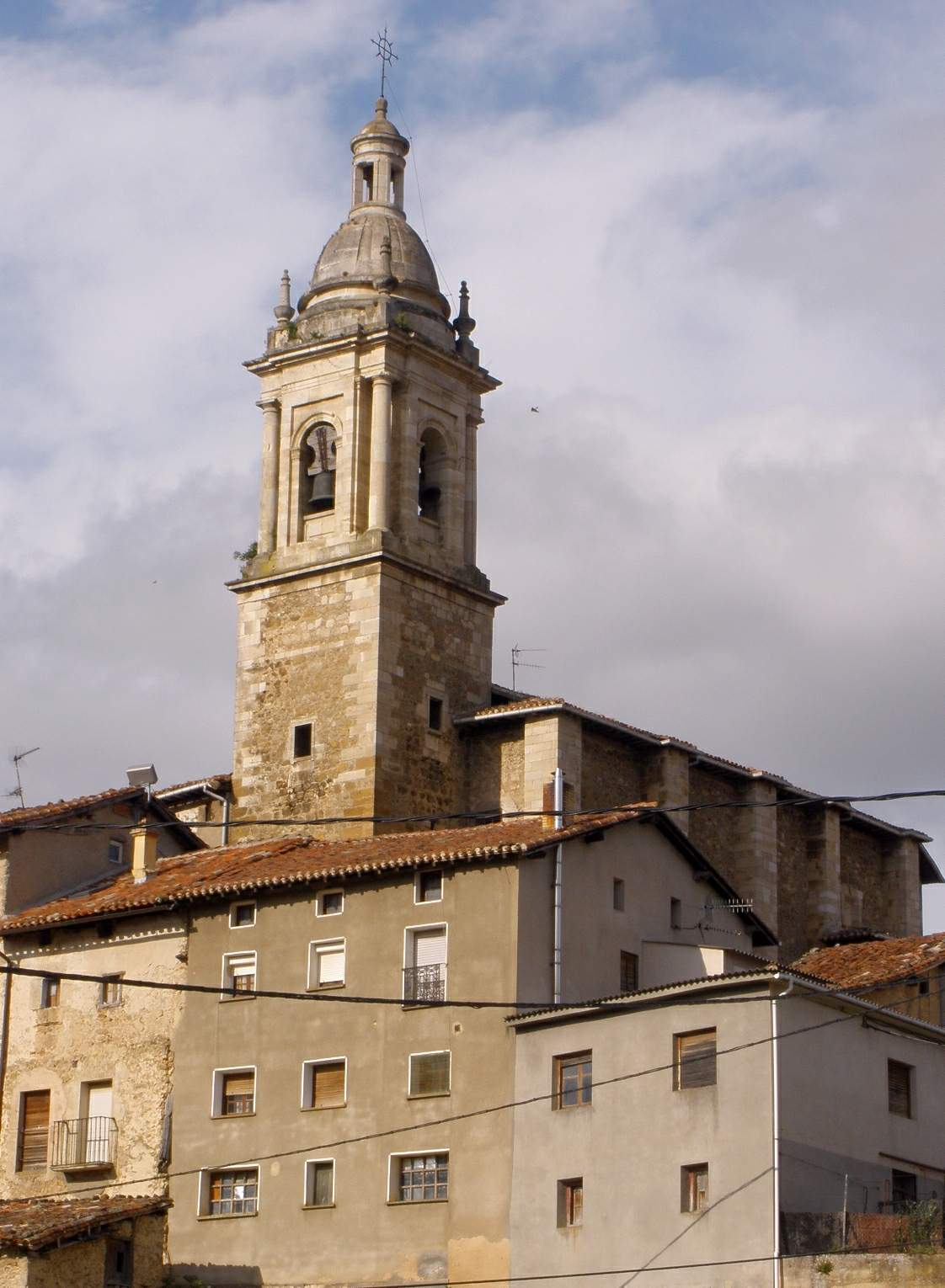
Vinzenzkirche in Antoñana
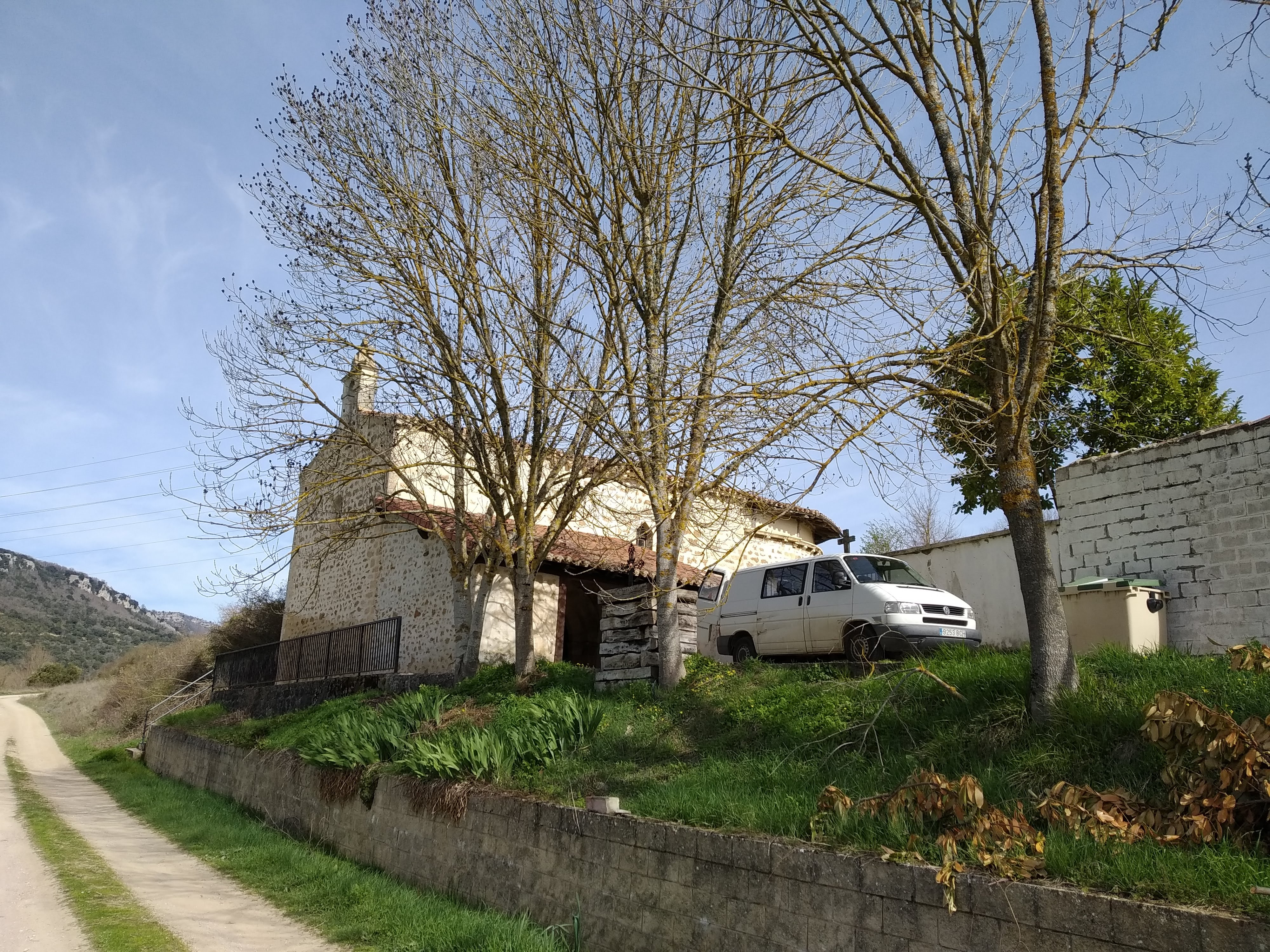
Kapelle Unserer Lieben Frau in Antoñana
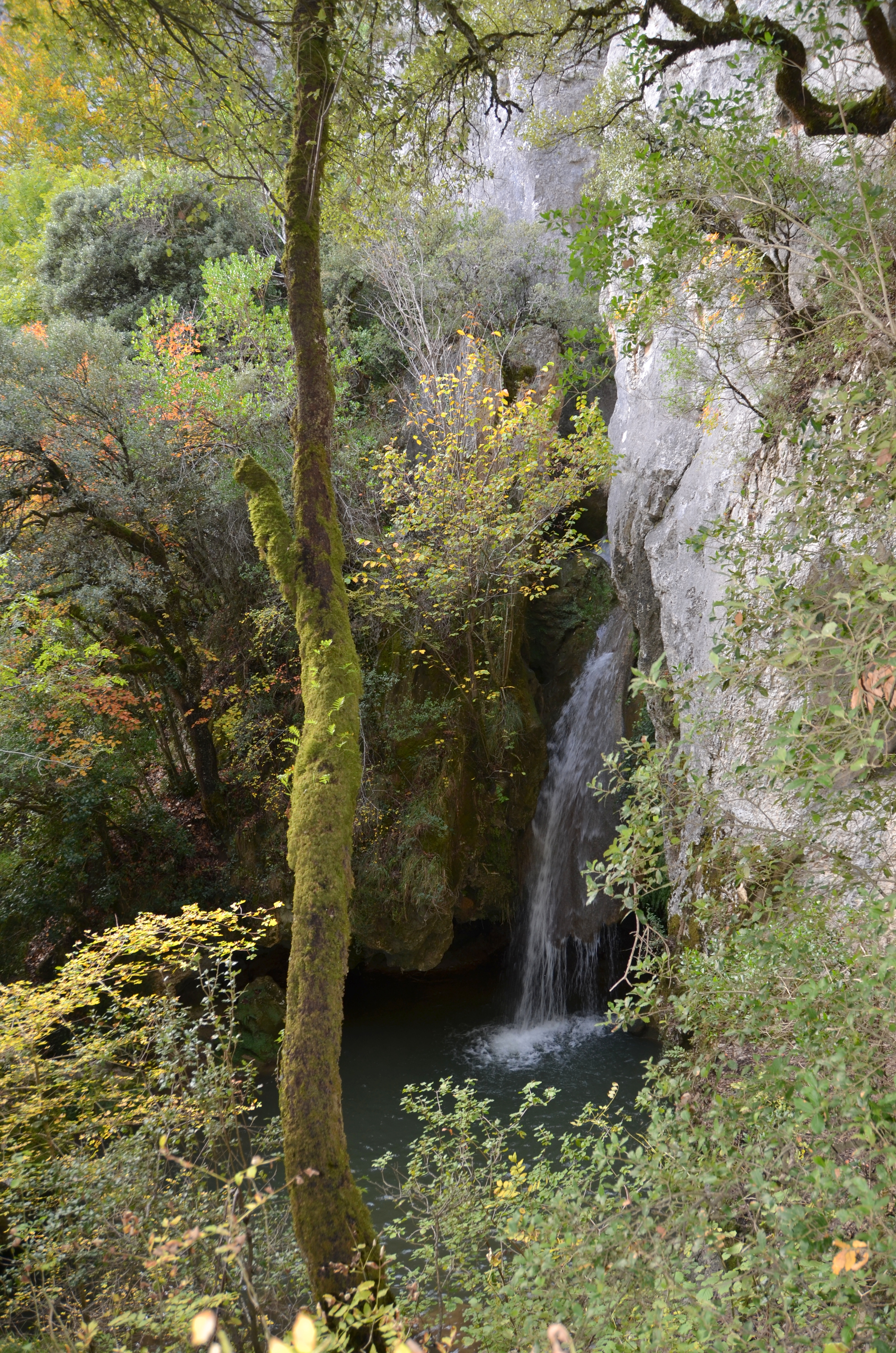
Wasserfall von Aguaqué
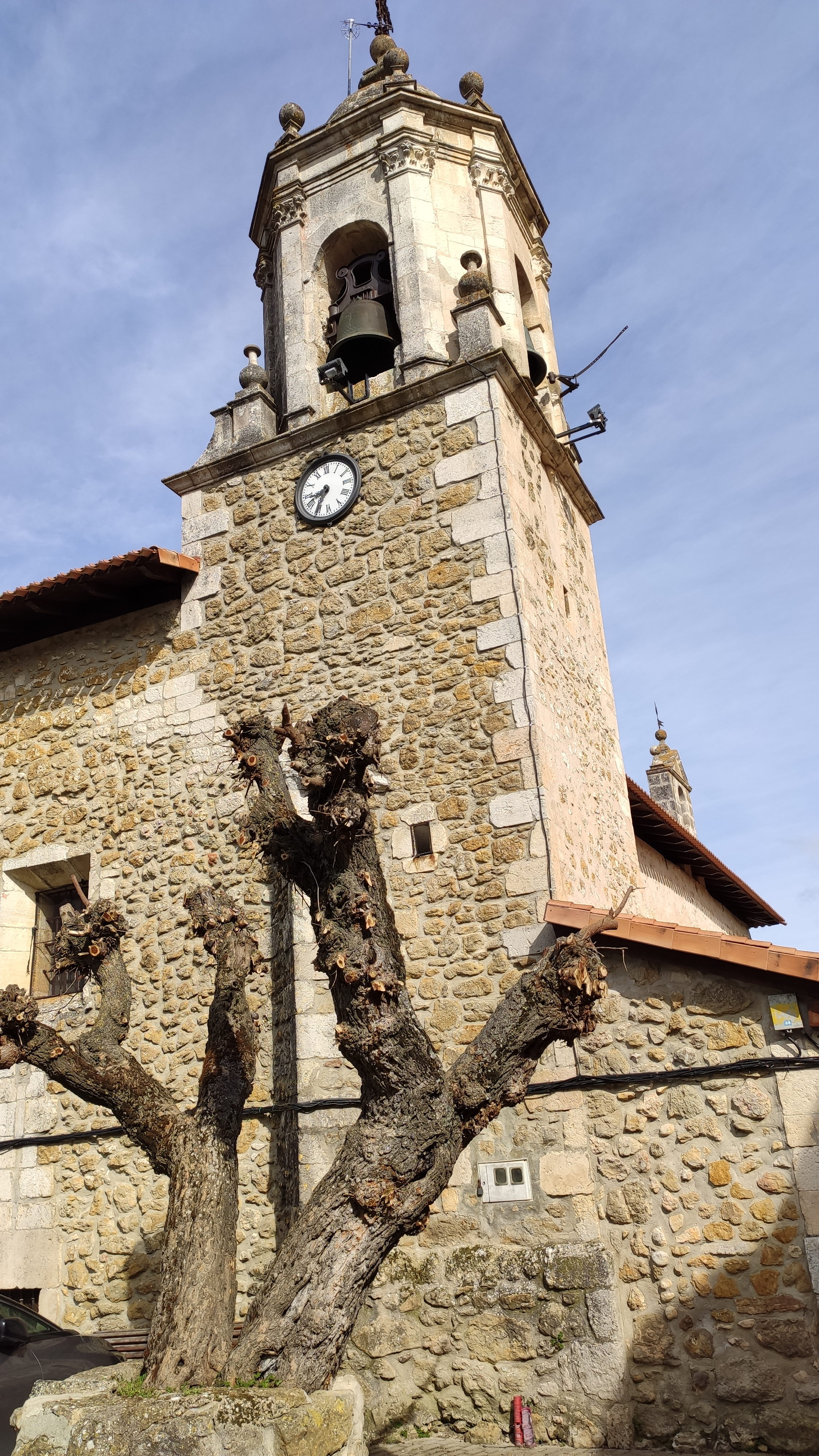
Kirche von Bujanda
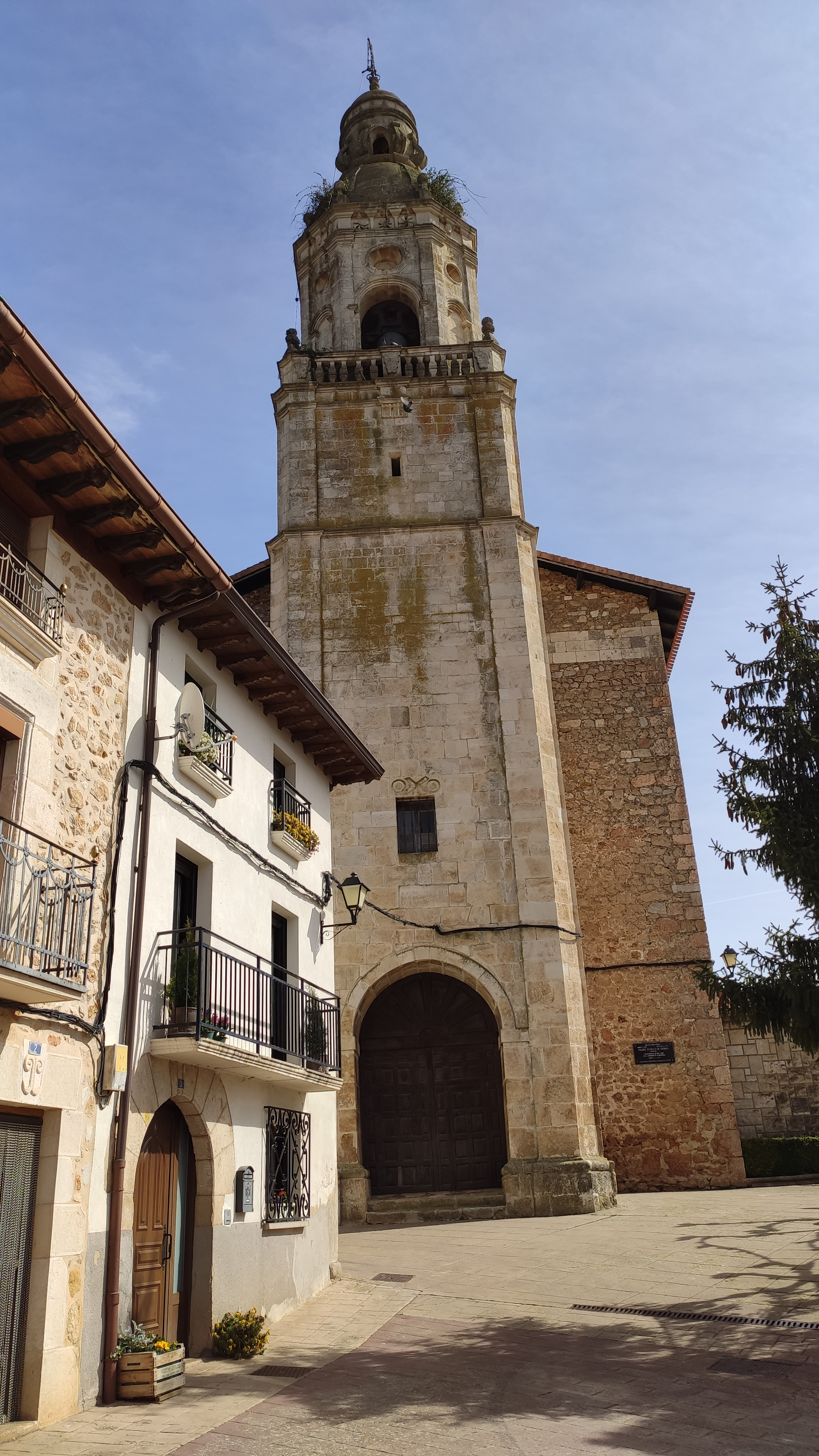
Andreaskirche von Orbiso
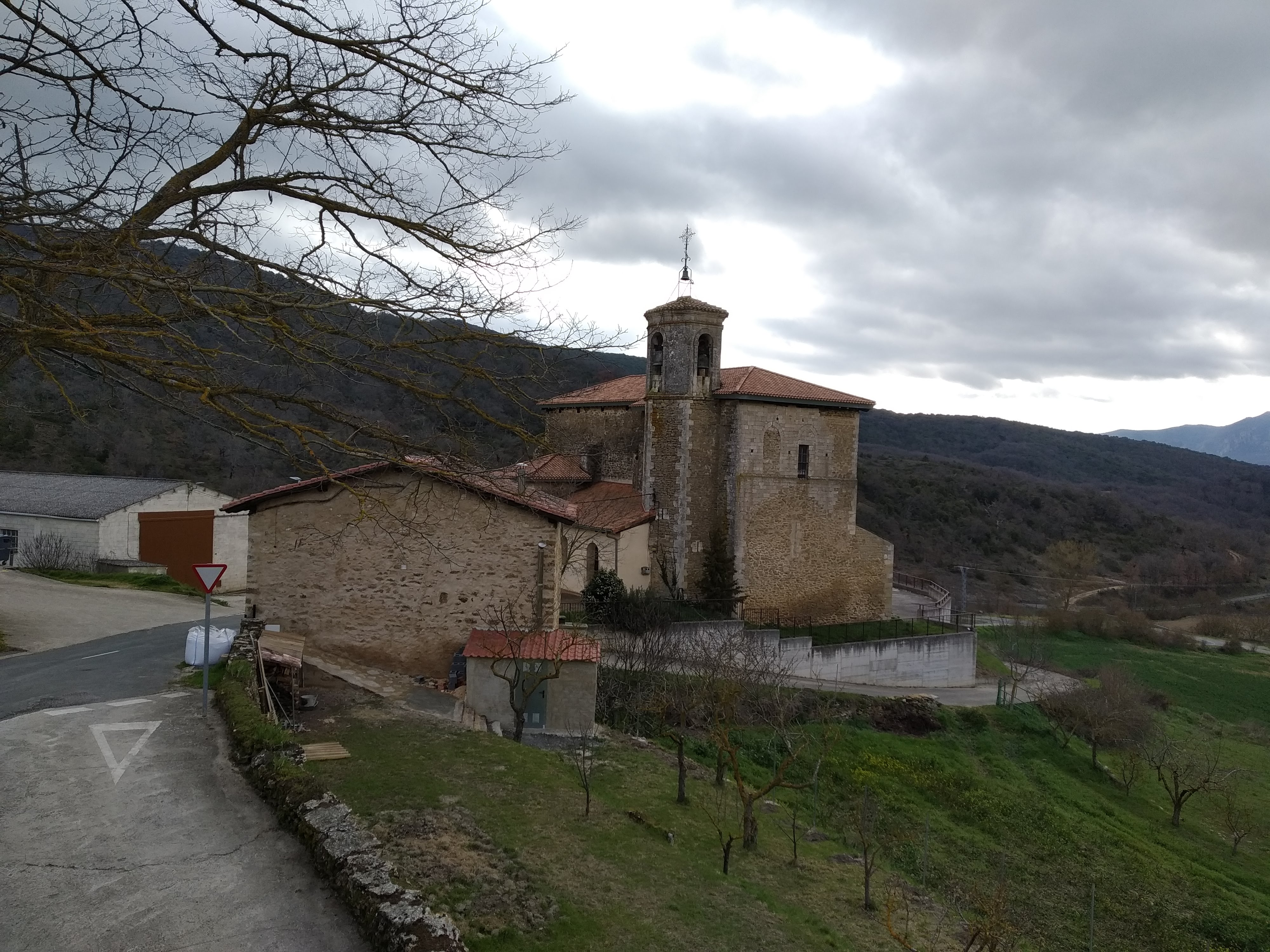
Kirche San Mames in Oteo
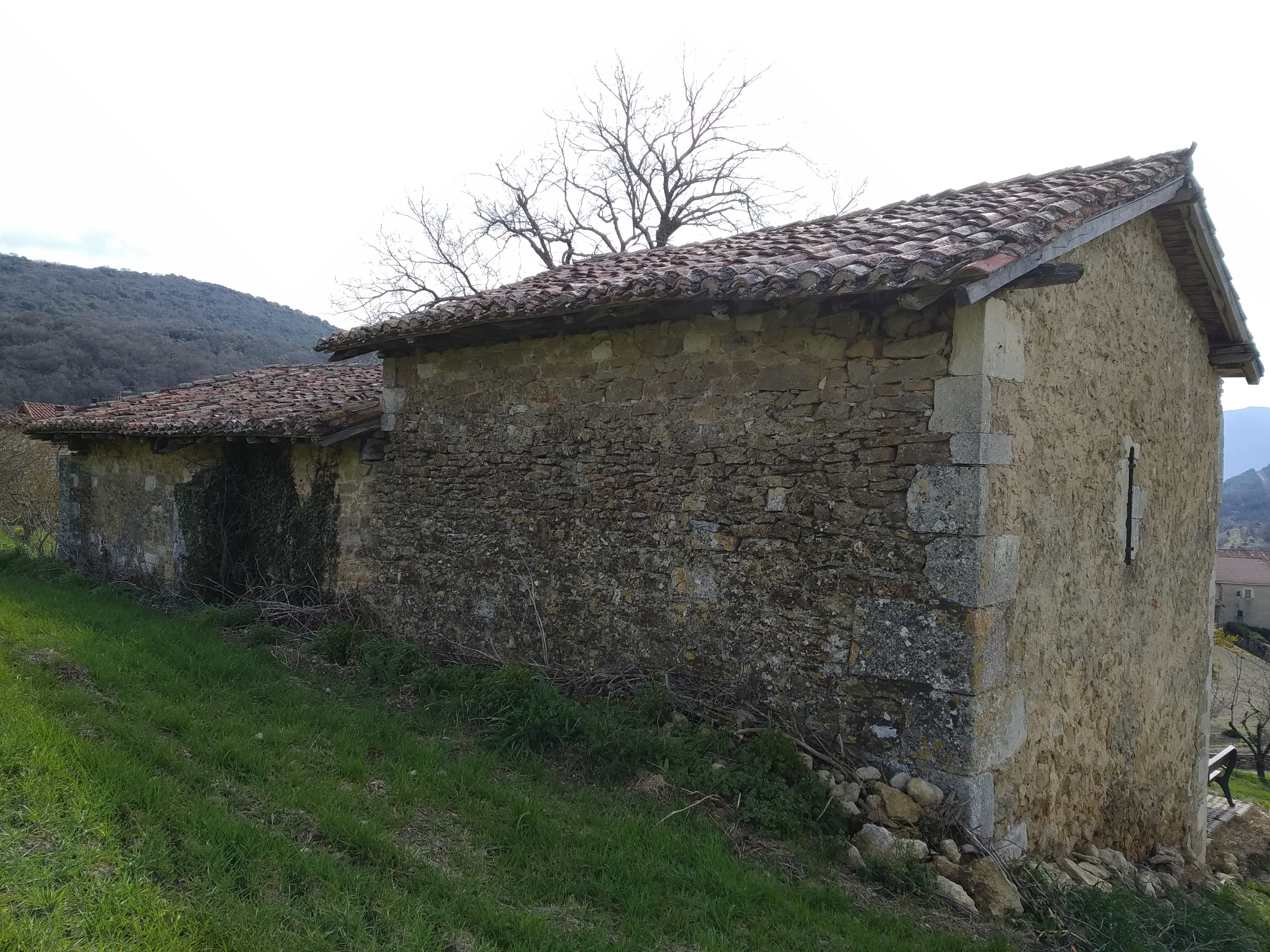
Kapelle Santa Maria de San Juan in Oteo
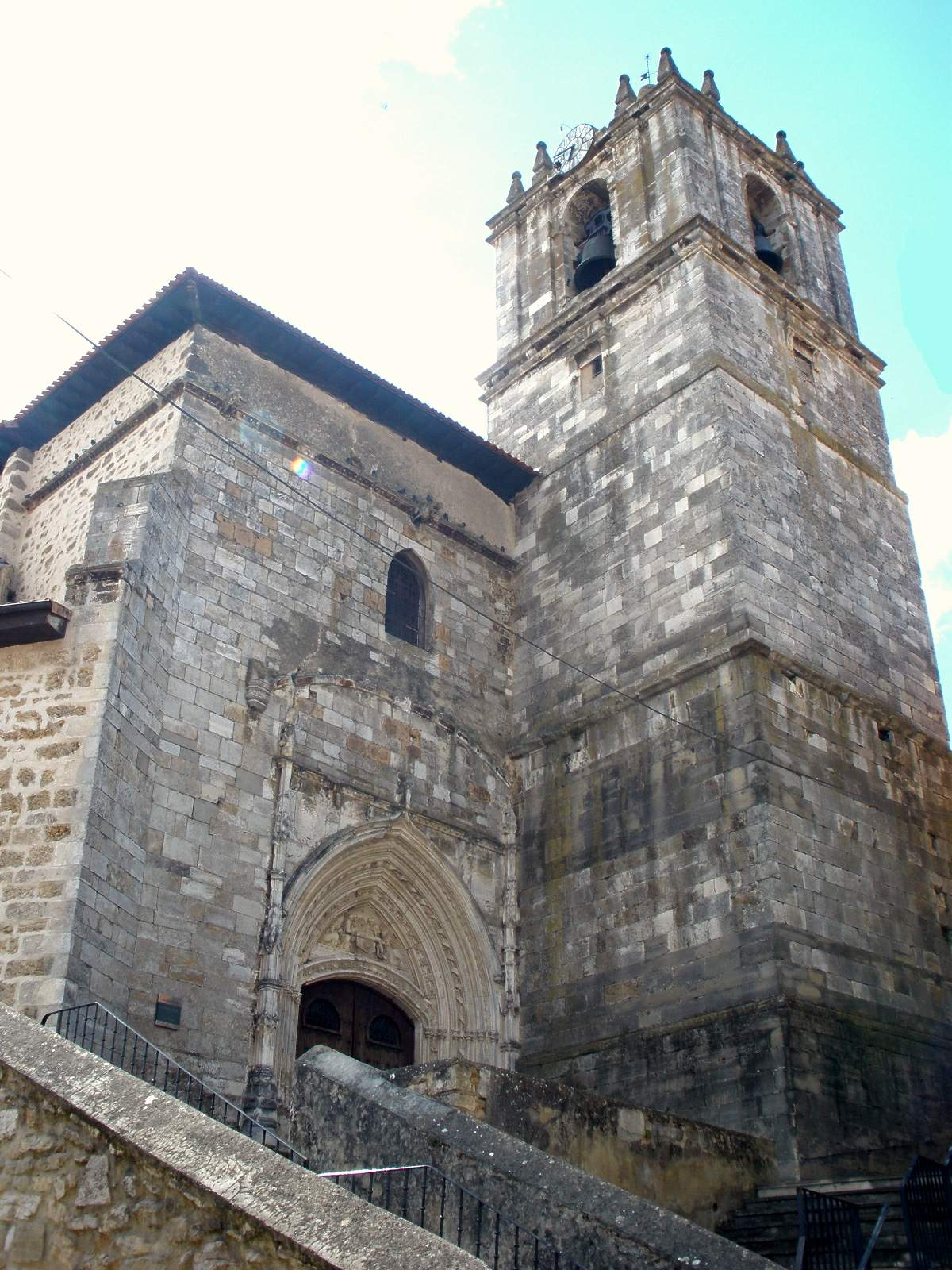
Kirche Mariä Himmelfahrt in Santa Cruz de Campezo
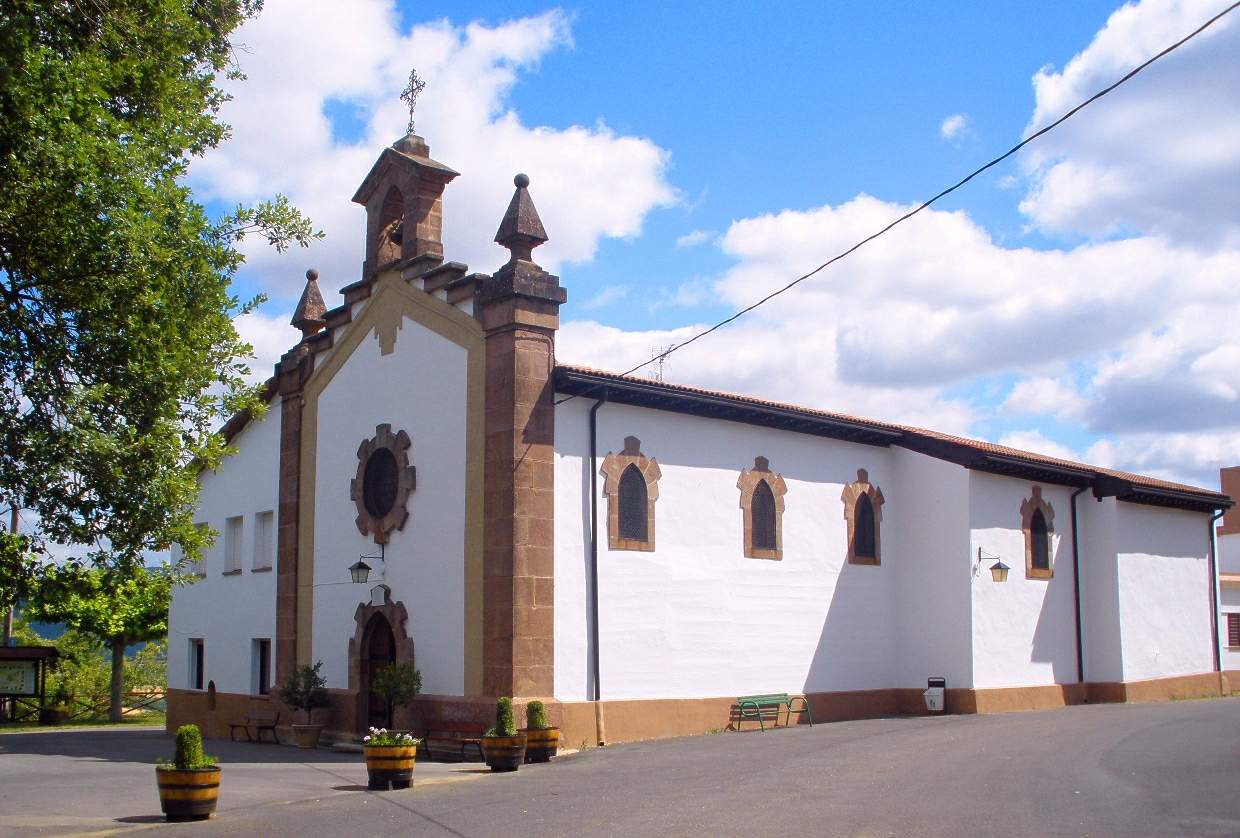
Kapelle Unserer Lieben Frau von Ibernalo
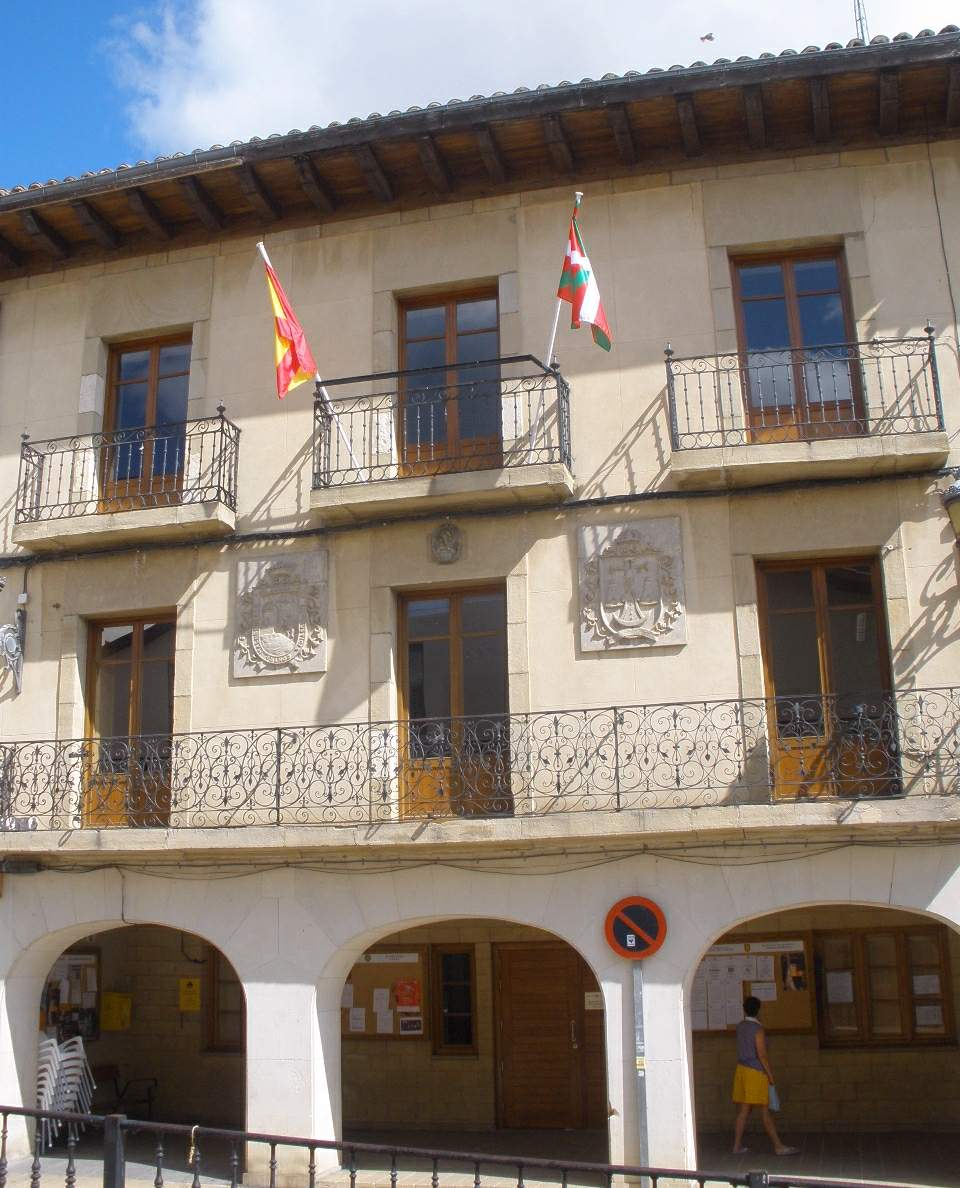
Rathaus in Santa Cruz de Campezo
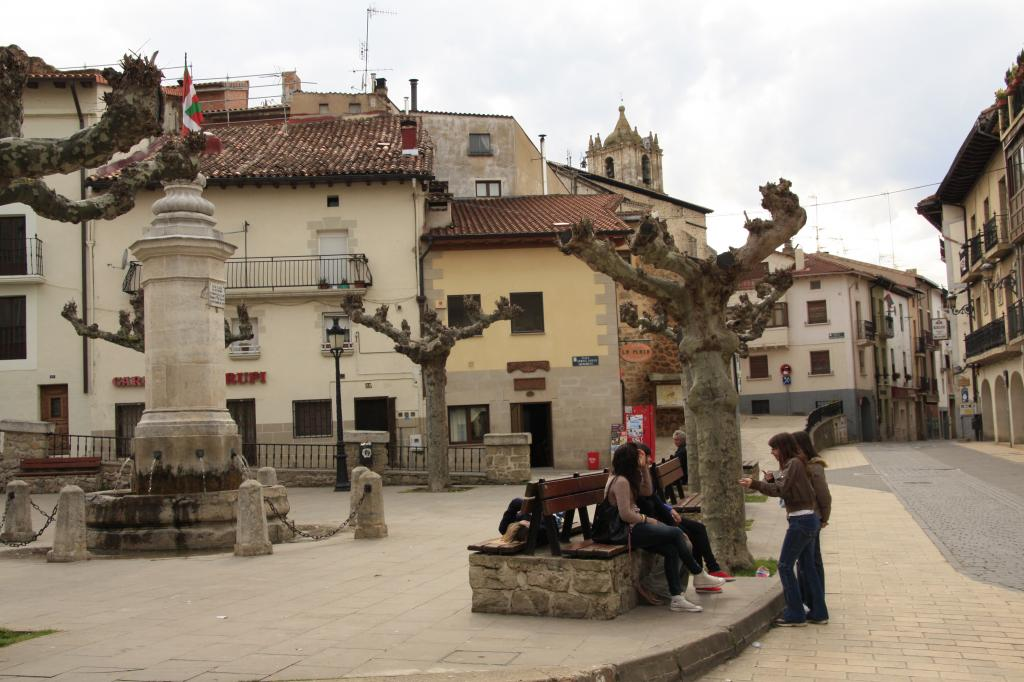
Zentraler Platz von Santa Cruz de Campezo

## Persönlichkeiten
- Felipe González Vallejo (1769–1824), Politiker und Finanzminister